# Montferrer
Montferrer – miejscowość i gmina we Francji, w regionie Oksytania, w departamencie Pireneje Wschodnie.
Według danych na rok 1990 gminę zamieszkiwały 353 osoby, a gęstość zaludnienia wynosiła 16 osób/km² (wśród 1545 gmin Langwedocji-Roussillon Montferrer plasuje się na 594. miejscu pod względem liczby ludności, natomiast pod względem powierzchni na miejscu 334.). 

## Zabytki
Zabytki na terenie gminy posiadające status monument historique:
- kościół św. Marii (Église Sainte-Marie de Montferrer)

## Populacja

Populacja Montferrer w latach 1962–2008